# NGC 362
NGC 362 je kuglasti skup u zviježđu Tukanu. 

## Vanjske poveznice
- SEDS: NGC 0362